# Ахмад Ерсан
Ахмад Ерсан (араб. احمد العرسان, нар. 28 вересня 1995, Ірбід) — йорданський футболіст, півзахисник клубу «Аль-Файсалі» (Амман) і національної збірної Йорданії.

## Клубна кар'єра
У дорослому футболі дебютував 2017 року виступами за команду клубу «Маншеят Бані Хассан», в якій провів один сезон. 
З 2018 року почав грати за амманський «Аль-Файсалі».

## Виступи за збірну
2018 року дебютував в офіційних матчах у складі національної збірної Йорданії.
Наступного року став учасником тогорічного кубка Азії в ОАЕ. У грі 1/8 фіналу проти збірної В'єтнаму реалізував свою спробу у серії післяматчевих пенальті, проте суперники виявилися вправнішими, і пройти до чвертьфіналів континентальної першості йорданцям не вдалося.
| Дата       | Місто   | Господарі | Результат | Гості    | Турнір                     | Голи | Примітки |
| ---------- | ------- | --------- | --------- | -------- | -------------------------- | ---- | -------- |
| 06-01-2019 | Аль-Айн | Австралія | 0 – 1     | Йорданія | Кубок Азії 2019 - 1-й етап | -    | 51' 72'  |
| 10-01-2019 | Аль-Айн | Йорданія  | 2 – 0     | Сирія    | Кубок Азії 2019 - 1-й етап | 1    | 85'      |
| 15-01-2019 | Аль-Айн | Палестина | 0 – 0     | Йорданія | Кубок Азії 2019 - 1-й етап | -    | 82'      |
| Усього     |         | Матчів    | 3         |          | Голів                      | 1    |          |

## Титули і досягнення
- Чемпіон Йорданії (1):

«Аль-Файсалі»: 2018-19
- Володар Суперкубка Йорданії (1):

«Аль-Файсалі»: 2020